# B-celle
B-celler er lymfocyter, som spiller en stor rolle i det humorale immunsystem. Forkortelsen B står for Bursa fabricii, som er det organ, fugles B-celler modnes i. I alle pattedyr, med undtagelse af kaniner, modnes B-celler i knoglemarven.

## Oprindelse og udvikling
Kroppen producerer millioner af forskellige slags B-celler hver dag. Hver type har sin egen B-celle-receptor (BCR), som kan binde til ét specifikt antigen. På et givet tidspunkt vil der være mange millioner B-celler i blod og lymfevæske uden at producere antistoffer. Når en B-celle møder dets antigen og får et signal fra en T-hjælpercelle (som undersøger B-cellens overflade for matchende strukturer, til de antigener, den har fået præsenteret af en makrofag) kan den differentiere sig til én af to specifikke undertyper:

## Plasma-B celler

### Oprindelse og levetid
Plasma-B celler (BCp) dannes, når en ikke-differentieret B-celle møder et antigen og bliver til en Plasma-B celle. Disse celler rejser i stort antal til milten og producerer mange antistoffer (ca. 1000-2000 i sekundet). Deres levetid er et par dage.[kilde mangler]
Funktion
Ved at udskille antistoffer, som agerer som et signal for celledræbende- og ædende immunceller til at slå den markerede celle ihjel, spiller B-celler en uhyre vigtig rolle i den akutte infektionsfase. Desuden kan de udskilte antistoffer også aktivere komplementær-kaskaden, som gør de markerede objekter endnu mere sårbare for kroppens forsvarsmekanismer.

## Hukommelses-B-celler
Hukommelses-B-celler (BCm) er immunceller, som dannes under primærinfektionsfasen. De B-celler som ikke omdannes til plasma-B bliver til hukommelses-B. Hukommelses-B-celler er specifikke til det antigen, der oprindeligt stimulerede deres differentiering. Hvis dette antigen mødes igen, deler hukommelses-B-cellen sig til plasma-B-celler og flere hukommelses-B-celler. Det danner en ny generation af antistof-udskillende plasmaceller og flere B-celler, som kan `huske` antigenet. Det betyder, at antistof-responsen er meget hurtigere ved nye infektioner, end den primære. Det reducerer chancen for symptomudvikling. Det er princippet bag vaccination.

## Rolle i kyssesyge
Epstein-Barr virusset (EBV) inficerer B-celler og efterlader sit DNA permanent som et cirkulært episom, dvs. et plasmid, hvis DNA integreres i værtscellens DNA. EBV-DNA'et kan så enten være i en latent fase eller i en lytisk fase. I den lytiske fase transkriberes viralt DNA med henblik på reproduktion og separation fra værtscellen. Det medfører dog ikke altid lysis (celledød). Misformede B-celler er et tegn, men ikke absolut på EBV-infektion, og de er synlige i blodudstrygningsprøver. De misdannede B-celler fremprovokerer en kraftig immunrespons, som er ansvarlig for sygdommens nogle gange inkapaciterende udtryk.

## Eksterne links
- Blodets funktioner og bestanddele. Bloddonorerne i Danmark Arkiveret 19. januar 2012 hos  Wayback Machine
- Mini drug factory churns out drugs from inside bone. New Scientist 2013